# 꿀풀
꿀풀(Prunella vulgaris, common self-heal or heal-all)은 우리나라가 원산지로 꿀풀과에 딸린 여러해살이풀이다. 산기슭의 볕이 잘 드는 풀밭에서 자라고 전체에 짧은 흰 털이 있다.

## 생김새
줄기는 모가 졌으며, 키는 30 센티미터쯤이다. 잎은 마주 나고 잎자루가 있으며, 긴 길둥근 모양이며 톱니가 있다. 줄기와 잎에 털이 있고, 5~7월에 줄기 위에 입술 모양의 꽃이삭이 자줏빛으로 핀다. 들에 나는데 한국 각지에 분포한다.

## 쓰임새
한방에서 전초를 하고초라 하여 약용한다. 어린 잎은 먹는다. 생약명으로는 하고초 또는 동풍으로, 열을 내리고 간을 맑게 해주며 이뇨, 소염, 소종 등의 효과가 있다. 우리나라뿐 아니라 서양에서도 꿀풀은 약초로 알려졌는데, 속명(Prunella)도 편도선염을 뜻하는 독일어(Brunella)에서 유래되었다고 한다.

## 재배 및 관리
배수가 잘 되는 양지에 심는다. 꽃이 핀 후에는 지상부가 말라 죽지만 영양관리를 잘하면 가을에 다시 한 번 꽃이 핀다. 번식은 주로 씨뿌리기로 한다. 봄에 새순이 날 때 포기나누기를 할 수도 있다.